# 俄罗斯正教会圣三一主教座堂 (芝加哥)
圣三一主教座堂（Holy Trinity Orthodox Cathedral）是美国正教会中西部教区的主教座堂。这是19世纪末、20世纪初著名建筑师路易斯·沙利文设计的仅有的两座教堂之一，已被列入美国国家史迹名录，同时也被列为芝加哥地标。
该堂建于1899年至1903年，位于芝加哥的乌克兰村，服务于当地的东正教徒，沙皇尼古拉二世为建堂捐款。1923年升格为主教座堂。 

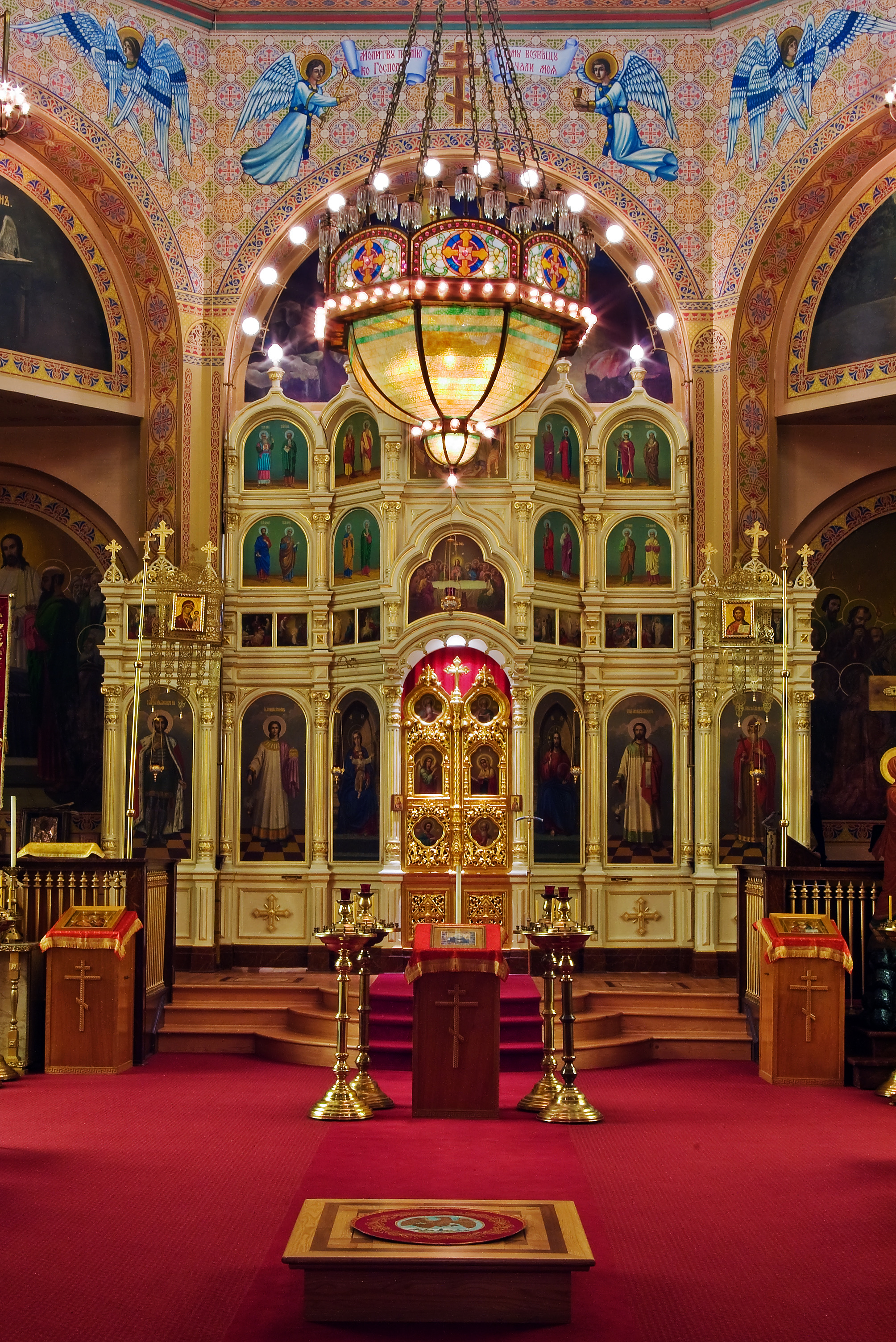
内部